# رزاق فرحان
رزاق فرحان موسى (مواليد 1 يوليو 1974 في قضاء الحمزة الغربي في محافظة بابل، العراق) لاعب كرة قدم عراقي معتزل ، لعب في المنتخب الوطني العراقي كان يجيد اللعب في مركز المهاجم. رزاق هداف بالفطرة من حيث السرعة في الفكر والفعل يعوض له الحجم والقوة. استطاع مهاجم نادي القوة الجوية احراز 24 هدف في 60 مباراة مع منتخب العراق بعد أول ظهور له ضد لبنان. لعب فرحان لعدة أندية بما في ذلك قطر والفيصلي. كما تم ضمه للمنتخب الأولمبي في دورة الألعاب الأولمبية عام 2004 حيث سجل الهدف الوحيد في مباراة الدور قبل النهائي التي خسروها من الباراغواي.

## الإنجازات

### الأندية

#### القوة الجوية
- الدوري العراقي الممتاز (1): 1996-97
- كأس العراق (1): 1997
- بطولة أم المعارك (1): 1996
- كأس المثابرة (1): 1997

#### الشارقة
- كأس رئيس دولة الإمارات (1): 2003

#### الرفاع
- كأس ولي العهد (1): 2005

#### الفيصلي
- كأس الأردن (1): 2008

### المنتخب
- بطولة اتحاد غرب آسيا لكرة القدم (1): 2002
- المركز الرابع في أولمبياد 2004
- الميدالية الذهبية في دورة ألعاب غرب آسيا 2005.

## الأهداف الدولية
| #  | التاريخ        | الملعب                           | الخصم          | التسجيل | النتيجة | المنافسة                                              |
| -- | -------------- | -------------------------------- | -------------- | ------- | ------- | ----------------------------------------------------- |
| 1  | 17 نوفمبر 1998 | ملعب وطني، بيروت                 | لبنان          | 1–0     | 2-0     | ودية                                                  |
| 2  | 5 أغسطس 1999   | ملعب بامير، دوشنبه               | عمان           | 1–0     | 2-0     | تصفيات كأس آسيا 2000                                  |
| 3  | 5 أغسطس 1999   | ملعب بامير، دوشنبه               | عمان           | 2–0     | 2-0     | تصفيات كأس آسيا 2000                                  |
| 4  | 7 أغسطس 1999   | ملعب بامير، دوشنبه               | قرغيزستان      | 1–1     | 5-1     | تصفيات كأس آسيا 2000                                  |
| 5  | 23 أغسطس 1999  | ملعب الحسن، عمان                 | عمان           | 2–0     | 3-0     | دورة الألعاب العربية 1999                             |
| 6  | 31 أغسطس 1999  | ستاد عمان الدولي، عمان           | الأردن         | 4–4     | 4-4     | دورة الألعاب العربية 1999                             |
| 7  | 27 مايو 2000   | ستاد الملك عبد الله الثاني، عمان | قرغيزستان      | 1–0     | 4-0     | بطولة اتحاد غرب آسيا لكرة القدم 2000                  |
| 8  | 27 مايو 2000   | ستاد الملك عبد الله الثاني، عمان | قرغيزستان      | 2–0     | 4-0     | بطولة اتحاد غرب آسيا لكرة القدم 2000                  |
| 9  | 27 مايو 2000   | ستاد الملك عبد الله الثاني، عمان | قرغيزستان      | 4–0     | 4-0     | بطولة اتحاد غرب آسيا لكرة القدم 2000                  |
| 10 | 2 يونيو 2000   | ستاد الملك عبد الله الثاني، عمان | الأردن         | 1–0     | 4-1     | بطولة اتحاد غرب آسيا لكرة القدم 2000                  |
| 11 | 2 يونيو 2000   | ستاد الملك عبد الله الثاني، عمان | الأردن         | 4–1     | 4-1     | بطولة اتحاد غرب آسيا لكرة القدم 2000                  |
| 12 | 19 يوليو 2002  | ملعب الشعب الدولي، بغداد         | سوريا          | 1–0     | 2-0     | ودية                                                  |
| 13 | 22 يوليو 2002  | ملعب الشعب الدولي، بغداد         | سوريا          | 2–0     | 2-1     | ودية                                                  |
| 14 | 1 سبتمبر 2002  | ملعب العباسيين، دمشق             | فلسطين         | 2–0     | 2-0     | بطولة اتحاد غرب آسيا لكرة القدم 2002                  |
| 15 | 7 سبتمبر 2002  | ملعب العباسيين، دمشق             | الأردن         | 1–2     | 3-2     | بطولة اتحاد غرب آسيا لكرة القدم 2002                  |
| 16 | 31 مارس 2004   | استاد سعود بن عبد الرحمن، الدوحة | فلسطين         | 1–0     | 1-1     | تصفيات كأس العالم لكرة القدم 2006 - آسيا الدور الثاني |
| 17 | 9 يونيو 2004   | ستاد عمان الدولي، عمان           | تايبيه الصينية | 1–0     | 6-1     | تصفيات كأس العالم لكرة القدم 2006 - آسيا الدور الثاني |
| 18 | 9 يونيو 2004   | ستاد عمان الدولي، عمان           | تايبيه الصينية | 2–0     | 6-1     | تصفيات كأس العالم لكرة القدم 2006 - آسيا الدور الثاني |
| 19 | 22 يوليو 2004  | مركز تشنغدو للرياضات، تشنغدو     | تركمانستان     | 2–1     | 3-2     | كأس آسيا 2004                                         |
| 20 | 10 ديسمبر 2004 | استاد حمد الكبير، الدوحة         | عمان           | 1–3     | 1-3     | كأس الخليج العربي لكرة القدم 2004                     |
| 21 | 13 ديسمبر 2004 | استاد حمد الكبير، الدوحة         | قطر            | 1–0     | 3-3     | كأس الخليج العربي لكرة القدم 2004                     |
| 22 | 1 ديسمبر 2005  | ملعب أحمد بن علي، الريان         | فلسطين         | 1–0     | 4-0     | ألعاب غرب آسيا 2005                                   |
| 23 | 8 ديسمبر 2005  | ملعب أحمد بن علي، الريان         | السعودية       | 2–0     | 2-0     | ألعاب غرب آسيا 2005                                   |
| 24 | 10 ديسمبر 2005 | ملعب أحمد بن علي، الريان         | سوريا          | 1–1     | 2-2     | ألعاب غرب آسيا 2005                                   |